# Ершов, Пётр Иванович
Пётр Иванович Ершов (?—1811) — генерал-майор, герой русско-шведской войны 1788—1790 годов.
Дата рождения неизвестна. Служил в Лейб-гренадерском полку, в рядах которого принял участие в русско-шведской войне 1788—1790 годов. 1 мая 1790 года Ершов был награждён орденом св. Георгия 4-й степени (№ 373 по кавалерскому списку Судравского и № 726 по списку Григоровича — Степанова)
За отличную храбрость, оказанную 19 апреля при наступлении на Пардакоски, где он овладел неприятельскою батареею
4 октября 1804 года полковник Ершов был назначен шефом Тенгинского мушкетёрского полка. Под его руководством Тенгинский полк принял участие в кампании 1806 года против французов и находился в сражениях с корпусом Ожеро у Сохочина и затем в бою под Пултуском; в кампании следующего года Ершов принимал участие в сражениях у Прейсиш-Эйлау, под Гейльсбергом и под Фридландом.
12 декабря 1807 года Ершов за отличия против французов был произведён в генерал-майоры.
Летом 1808 года Ершов, командуя бригадой 4-й дивизии, выступил в Финляндию, где шла война со Швецией, и 15 октября принимал участие в сражении при мызе Иденсальми. В следующем году Ершов, состоя в отряде графа Каменского, принял участие в генеральном сражении со шведами при Севаре и в сентябре вернулся в Россию.
В 1809 году командовал второй бригадой 6-й дивизии.
Ершов скончался в январе 1811 года и был похоронен 21 января на Смоленском православном кладбище в Санкт-Петербурге (по другим данным скончался в 1810 году).